# انجمن ادغام آمریکای لاتین
انجمن ادغام آمریکای لاتین (انگلیسی: Latin American Integration Association) که به اختصار ALADI گفته می‌شود، سازمانی بین‌المللی منطقه‌ای است که در ۱۲ اوت ۱۹۸۰ در مونته ویدئو تشکیل شد. که جایگزین انجمن تجارت رایگان آمریکای لاتین یا به اختصار(LAFTA / ALALC) بود. در حال حاضر ۱۳ کشور عضو این انجمن می‌باشند.

## اهداف
هدف آلادی توسعه فرایند ادغام در چارچوب توسعه با هدف ترویج هماهنگ و متعادل و توسعه اجتماعی و اقتصادی منطقه آمریکای لاتین در دراز مدت است؛ که به تدریج به بازار مشترک اروپا نزدیک شود.

## توابع پایه
- ارتقاء و مقررات تجارت متقابل
- متمم اقتصادی
- توسعه همکاری‌های اقتصادی و اقدامات کمک به گسترش بازارهای.

## اصول کلی
- کثرت گرایی سیاسی و اقتصادی است.
- همگرایی برای ایجاد یک بازار مشترک در آمریکای لاتین
- انعطاف‌پذیری؛
- دیفرانسیل درمان بر اساس سطح توسعه کشورهای عضو و
- انعقاد موافقت نامه‌های تجاری.

## مکانیزم یکپارچه سازی
از اولویت‌های اقتصادی آلادی در منطقه ایجاد بازار مشترک آمریکای لاتین از طریق سه مکانیسم می‌باشد:
- تعرفه ترجیحی منطقه ؛ اولویت کالای کشورهای عضو نسبت به تعرفه‌ها برای کشورهای ثالث.
- موافقتنامه محدوده منطقه؛ که شامل تمام کشورهای عضو می‌باشد.
- موافقت نامه‌های جزئی؛ آن موافقت نامه‌هایی که دو یا چند کشور منطقه شرکت کنند.

## عضو
| کشورهای عضو | تاریخ پیوست | جمعیت          | Land Surface    | Exclusive Economic Zone | Platform      | پایتخت      |
| ----------- | ----------- | -------------- | --------------- | ----------------------- | ------------- | ----------- |
| آرژانتین    | مؤسس        | ۴۰٬۱۱۷٬۰۹۶     | ۲٬۷۸۰٬۴۰۰ km²   | ۱٬۰۸۴٬۳۸۶ km²           | ۸۵۶٬۳۴۶ km²   | بوئنوس آیرس |
| بولیوی      | مؤسس        | ۱۰٬۴۲۶٬۱۶۰     | ۱٬۰۹۸٬۵۸۱ km²   | Landlocked              | سوکره & لاپاز |             |
| برزیل       | مؤسس        | ۱۹۰٬۷۳۲٬۶۹۴    | ۸٬۵۱۴٬۸۷۷ km²   | ۳٬۶۶۰٬۹۵۵ km²           | ۷۷۴٬۵۶۳ km²   | برازیلیا    |
| شیلی        | مؤسس        | ۱۷٬۰۹۴٬۲۷۵     | ۷۵۶٬۰۹۶٫۳ km²   | ۳٬۶۸۱٬۹۸۹ km²           | ۲۵۲٬۹۴۷ km²   | سانتیاگو    |
| کلمبیا      | مؤسس        | ۴۵٬۶۵۶٬۹۳۷     | ۱٬۱۴۱٬۷۴۸ km²   | ۸۱۷٬۸۱۶ km²             | ۵۳٬۶۹۱ km²    | بوگوتا      |
| کوبا        | ۱۹۹۹        | ۱۱٬۲۴۲٬۶۲۱     | ۱۱۰٬۸۶۰ km²     | ۳۵۰٬۷۵۱ km²             | ۶۱٬۵۲۵ km²    | هاوانا      |
| اکوادور     | مؤسس        | ۱۴٬۳۰۶٬۸۷۶     | ۲۸۳٬۵۶۱ km²     | ۱٬۰۷۲٬۵۳۳ km²           | ۴۱٬۰۳۴ km²    | کیتو        |
| مکزیک       | مؤسس        | ۱۱۲٬۳۲۲٬۷۵۷    | ۱٬۹۷۲٬۵۵۰ km²   | ۳٬۱۷۷٬۵۹۳ km²           | ۴۱۹٬۱۰۲ km²   | مکزیکو سیتی |
| پاراگوئه    | مؤسس        | ۷٬۰۳۰٬۹۱۷      | ۴۰۶٬۷۵۲ km²     | Landlocked              | آسونسیون      |             |
| پاناما      | ۲۰۱۱        | ۳٬۴۰۵٬۸۱۳      | ۷۸٬۲۰۰ km²      | ۳۳۵٬۶۴۶ km²             | ۵۳٬۴۰۴ km²    | پاناماسیتی  |
| پرو         | مؤسس        | ۲۹٬۸۸۵٬۳۴۰     | ۱٬۲۸۵٬۲۱۵٫۶ km² | ۹۰۶٬۴۵۴ km²             | ۸۲٬۰۰۰ km²    | لیما        |
| اروگوئه     | مؤسس        | ۳٬۴۲۴٬۵۹۵      | ۱۷۶٬۲۱۵ km²     | ۱۴۲٬۱۶۶ km²             | ۷۵٬۳۲۷ km²    | مونته‌ویدئو  |
| ونزوئلا     | مؤسس        | ۳۰٬۱۰۲٬۳۸۲     | ۹۱۶٬۴۴۵ km²     | ۸۶۰٬۰۰۰ km²             | ۹۸٬۵۰۰ km²    | کاراکاس     |
| مجموع:      | ۵۲۱٬۲۱۳٬۵۶۳ | ۱۹٬۶۵۱٬۸۷۳ km² | ۱۶٬۲۱۴٬۱۷۰ km²  | ۲٬۸۳۹٬۳۱۳ km²           |               |             |